# Claudia Castaños
Claudia María Castaños Zouain (27 de julio de 1979) es una abogada, notaria y presentadora de informativos dominicana. 

## Biografía
Empezó a trabajar en 1998 en el Despacho de abogados familiar Castaños & Castaños, y en 2002 se licenció en derecho en la Pontificia Universidad Católica Madre y Maestra, en la especialidad en derecho civil, empresarial e inmobiliario, corporativo y de familia. Pertenece a la cuarta generación de una familia de juristas. 
En 2014, creó su propia firma de abogados, Castaños Zouain, con su hermano y también abogado Julio Alfredo Castaños. 
De forma paralela, Ideó el programa de radio Magazine Jurídico, en 95.7 FM , bajo el lema "Soluciones reales a problemas legales" que luego pasó a ser un podcast. Y en 2013, debutó como presentadora de Enfoque matinal en el canal de televisión de noticias CDN 37. Al año siguiente, empezó su colaboración semanal en Telenoticias, el noticiario de horario estelar del Canal Telesistema 11, llevando la sección Audiencia con Claudia Castaños. 
Con su presencia en los medios de comunicación, Claudia busca acercar los temas jurídicos al público, de forma comprensible y amena.  

## Medios de comunicación
- Magazine jurídico. Programa de radio en 95.7 FM y podcast

- Enfoque matinal . Programa de televisión en CDN, canal 37.
- Audiencia con Claudia Castaños. Sección en Telenoticias, de Telesistema, canal 11)